# Indonezja na Letnich Igrzyskach Olimpijskich Młodzieży 2010
Indonezję na Letnich Igrzyskach Olimpijskich Młodzieży 2010 w Singapurze reprezentowało 52 sportowców w 13 dyscyplinach.

## Skład kadry

### Badminton
- Evert Sukamta - 11–21, 21–14, 13–21 w ćwierćfinale
- Renna Suwarno - odpadła w rundzie eliminacyjnej

### Kolarstwo
- Suherman Heryadi
- Elga Kharisma Novanda
- Destian Satria
- Ongky Setiawan

### Łucznictwo
- Erwina Safitri
  - indywidualnie - 17 miejsce
  - w parze z  Vitaliy Komonyuk - 17 miejsce

### Pływanie
- Patricia Hapsari
- Ratna Marita
- Arnoscy Siahaan

### Podnoszenie ciężarów
- Dewi Safitri
- Zainudin Zainudin

### Taekwondo
- Macho Hungan

### Tenis
- Grace Sari Ysidora